# Large Millimeter Telescope

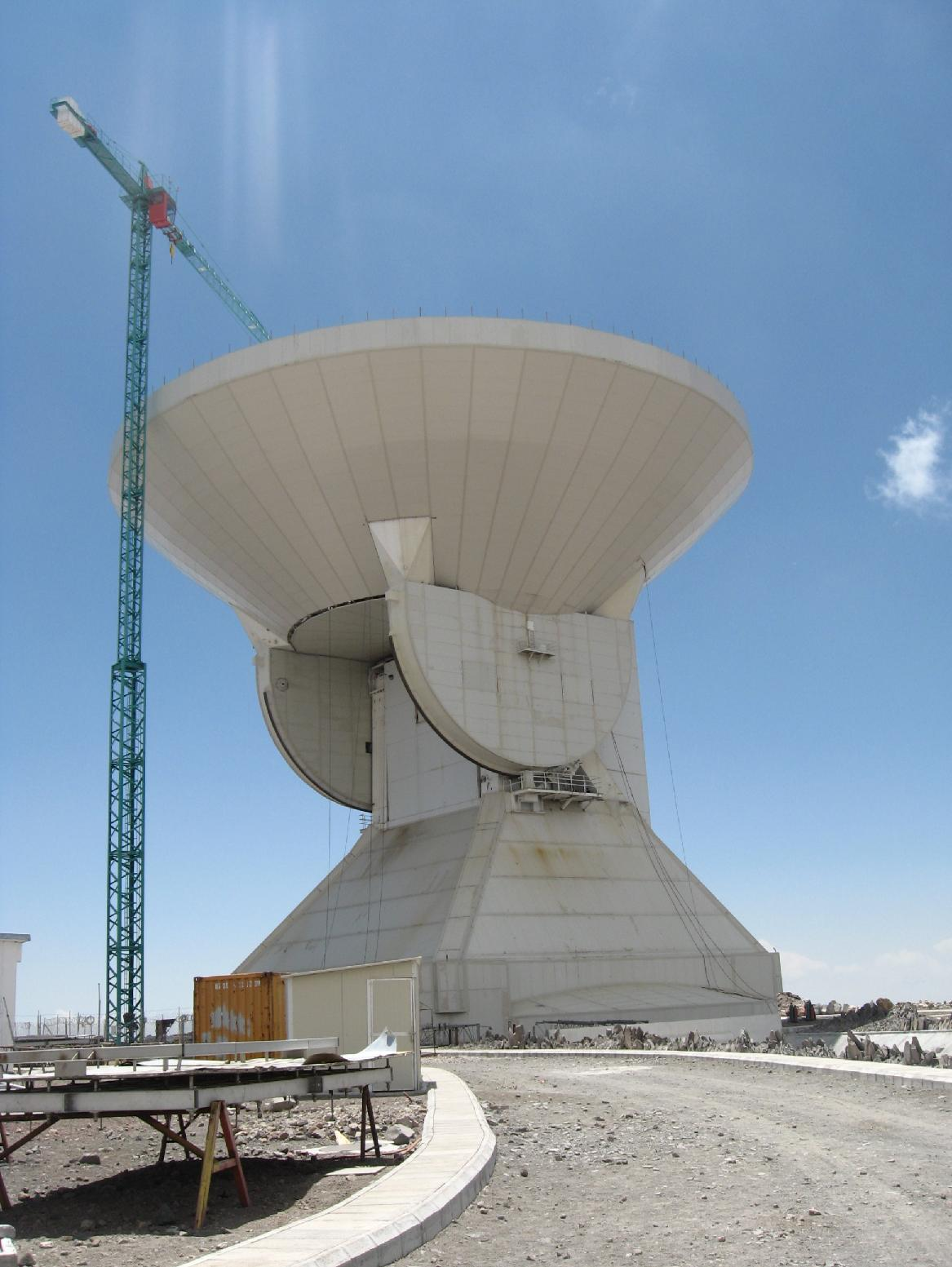
Das Large Millimeter Telescope im März 2008

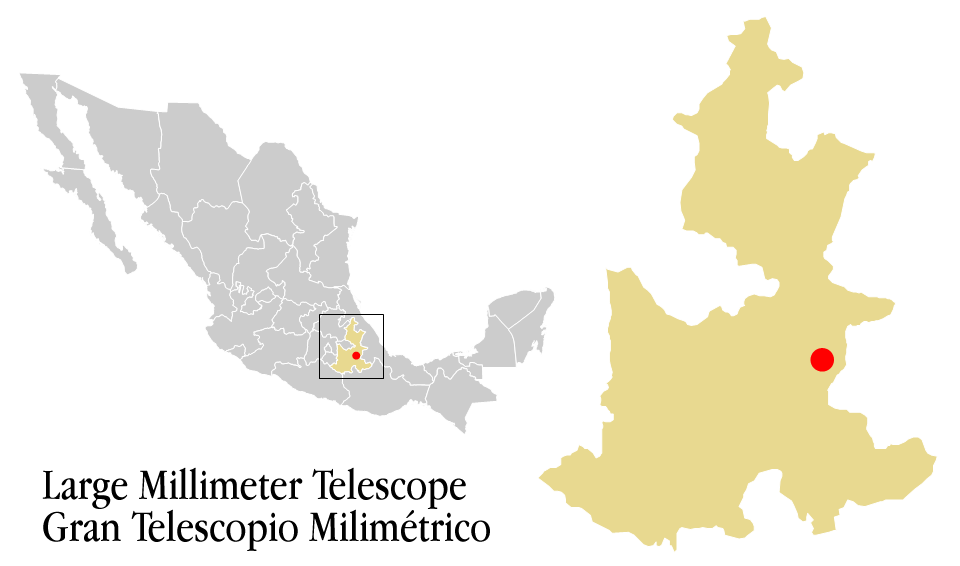
Die geografische Lage des LMT

Das Large Millimeter Telescope (LMT), auf Spanisch Gran Telescopio Milimétrico (GTM), ist das größte Radioteleskop für Millimeterwellen im Bereich von 0,85 bis 4 mm. Es dient zur Erforschung der kosmischen Hintergrundstrahlung, der ersten Galaxien, von aktiven galaktischen Kernen, von interstellarer Materie, der Sternentstehung, zur Untersuchung von Objekten des Sonnensystems und der Atmosphäre von Planeten und Monden. Das Teleskop ist Teil des Netzwerks von VLBI im Bereich von 3 mm  und 1,3 mm Wellenlänge.

## Standort

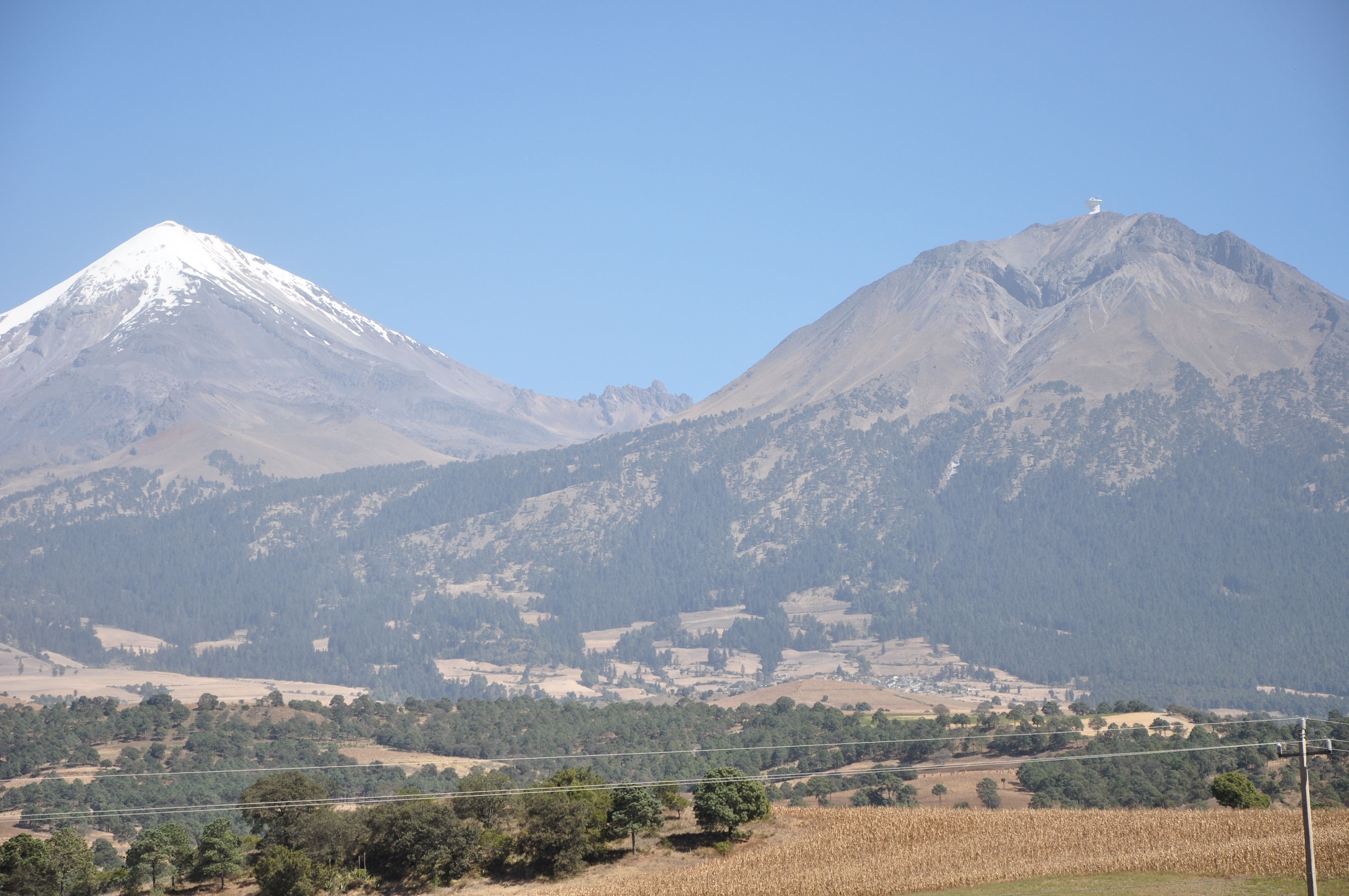
Das LMT auf dem Gipfel des Sierra Negra, rechts

Das LMT befindet sich auf dem 4580 Meter hohen Gipfel des erloschenen Vulkans Sierra Negra in Puebla, Mexiko, rund 250 Kilometer östlich von Mexiko-Stadt, in Nachbarschaft des Vulkans Citlaltépetl (Pico de Orizaba), des höchsten Berges Mexikos im Bereich des Nationalparks Pico de Orizaba. Im Winter hat es Sichtbedingungen wie in der Antarktis. In der klaren Luft bei mittleren Windgeschwindigkeiten von unter 5 Metern pro Sekunde ist die Ausrichtgenauigkeit der Antenne besser als eine Bogensekunde. Die Struktur kann den Einfluss von Wind bis zu einer Geschwindigkeit von 10 m/s kompensieren, 90 % der Zeit liegt die tatsächliche Windgeschwindigkeit darunter. Das Radioteleskop hat eine gute Sicht sowohl auf den Nord-, als auch den Südhimmel und kann somit zum größten Teil dieselben Himmelsbereiche untersuchen wie die Observatorien auf Mauna Kea und in Nordchile. Der Standort kann mit dem Atacama Large Millimeter/submillimeter Array zusammenarbeiten.

## Technische Details und Betrieb
Der Primärspiegel der Parabolantenne hat einen Durchmesser von 50 Metern, eine Fläche von knapp 2000 Quadratmetern und besteht aus 180 Reflektoren. Die Oberfläche ist aktiv kontrolliert und kann computergesteuert Verformungen durch die Schwerkraft, Temperaturunterschiede und Wind mit Aktuatoren ausgleichen. Die Oberfläche ist spezifiziert für eine Rauheit von 75 μm. 
Der Sekundärspiegel besteht aus Aluminium mit einer Rauheit von 30 µm und hat einen Durchmesser von 2,5 m. Er ist mit einer hexagonalen Struktur aufgehängt und kann mittels Aktuatoren ausgerichtet werden. Der flache Tertiärspiegel versorgt die Beobachtungsinstrumente und dient zur Kontrolle der Ausrichtung.  
Die Antenne wiegt 2500 Tonnen und ruht auf einem 540 Kubikmeter großen Betonsockel. Die Baukosten betrugen 115 Millionen US-Dollar beziehungsweise über 90 Millionen Euro. Der Entwurf des Teleskops stammt von der MT Aerospace AG in Mainz, hauptsächlich von dem deutschen Ingenieur Hans Jürgen Kärcher. 
Das LMT wurde am 22. November 2006 offiziell eingeweiht, im Jahr 2013 wurden wissenschaftliche Beobachtungen aufgenommen. Geplant, gebaut und betrieben wird das LMT gemeinsam vom mexikanischen Instituto Nacional de Astrofísica, Óptica y Electrónica und der US-amerikanischen University of Massachusetts Amherst. In den ersten Betriebsjahren war nur eine Teilfläche der Antenne mit 32 m Durchmesser nutzbar. Am 13. Dezember 2017 wurden die letzten Aktuatoren eingebaut, sodass ab 2018 zum ersten Mal die gesamte Fläche des Primärspiegels nutzbar ist.
Die Steuerungssysteme und einige Instrumente wurden vor dem Einbau im LMT auf dem Five College Radio Astronomical Observatory (FCRAO) 14-Meter-Teleskop getestet.
Instrumente:
- AzTEC: Eine 144-Pixel Kamera für den Bereich von 1,1 mm. Der Empfänger ist abgekühlt auf ungefähr 250 mK mit einem dreistufigen Helium-3-Kühlsystem mit geschlossenem Kreislauf. In der anfänglichen Konstellation kann das Instrument nur die inneren 32 Meter des Primärspiegels abdecken. Das Instrument war 2005 installiert und eingerichtet auf dem  James Clerk Maxwell Telescope und wurde anschließend für zwei Winter von 2007 bis 2008 intensiv als Gastinstrument genutzt im  Atacama Submillimeter Telescope Experiment.
- Redshift Search Receiver
- SEQUOIA

## Wissenschaftliche Ziele
Das LMT hat eine dreifache Zielsetzung: Die Forschung weitertreiben, Ausbildung der nächsten Generation von Wissenschaftlern und Ingenieuren sowie Entwicklung neuer Technologien.
Das LMT kann vielfältige Aufgaben in der Forschung übernehmen. Zu den wichtigsten wissenschaftlichen Zielen gehören die Erforschung des Universums.
- Erforschung der Strukturen der kosmischen Hintergrundstrahlung nach dem Urknall und damit neue Erkenntnisse über das Universum
- Entdeckung und Erforschung von tausenden neuer Infrarotgalaxien in der Zeit kurz nach der Entstehung
- Durchdringung von Staubwolken, die die Beobachtung der Sternentstehung in fernen Galaxien behindern
- Analyse von aktiven galaktischen Kernen, Untersuchung der Interaktion zwischen supermassereichen Schwarzen Löchern und den zugehörigen Galaxien
- Nachuntersuchung nach einem erkannten Gammablitz und Erklärung der Entstehung der schwersten chemischen Elemente

Das LMT kann aber auch eingesetzt werden zur Erforschung der Milchstraße und der lokalen galaktischen Gruppe
- Neue Erkenntnisse über die Eigenschaften und Verteilung von interstellarer Materie, aus der sich die Sterne formen
- Allgemeine Erhellung der Prozesse der Sternentstehung.
- Beweis der Existenz und der Eigenschaften des supermassereichen Schwarzen Lochs im Zentrum der Milchstraße durch Bereitstellung von Nord- und Südabeckung mit unvergleichlicher Empfindlichkeit für Messungen mit VLBI

Das LMT hat außerdem noch Einsatzmöglichkeiten für Astrobiologie und Planetenforschung
- Genügend Empfindlichkeit, um nach komplexen organischen Molekülen im Weltraum zu suchen
- Entdeckung und Beschreibung der Gas- und Staubwolken um Sterne, aus der sich die Planeten bilden
- Analyse von Chemie und Physik der Kometen, des ursprünglichsten Materials, aus dem unser Sonnensystem entstand
- systematische Beobachtung von Kleinkörpern des Sonnensystems im Millimeterbereich, darunter erdnahe Objekte, Hauptgürtelasteroiden, Zentauren und Kuipergürtelobjekten.
- Untersuchung der Atmosphäre von Planeten und Monden im Sonnensystem

Der Einsatz von LMT ermöglicht eine Verbesserung der Sensitivität von VLBI um den Faktor zwei bis drei durch den großen Antennendurchmesser.
Das LMT war 2017 – wie im April 2019 bekannt gegeben wurde – an der aufsehenerregenden ersten Fotografie eines Schwarzen Loches beteiligt, als Teil  des Netzwerks des Event Horizon Telescope.